# アリエール (洗剤)
アリエール（Ariel）は、アメリカ合衆国の企業で世界最大の一般消費財メーカーであるプロクター・アンド・ギャンブル（P&G）社が主に欧州や中南米、東アジア(中国、台湾)、東南アジア、南アジア(インド)、中東で販売している洗濯用合成洗剤のブランド。全世界中で10億ドル以上を売り上げるP&Gのトップブランドのひとつ。日本における商標登録番号は第1627270号ほか。

## 商品概要・歴史

### 発売開始から2009年まで
日本における発売開始は1986年だった。当初は大型洗剤（6.0kg）が地域限定で発売され、翌年の1987年に大型洗剤の内容量が6.0kgから4.0kgに変更、同時に液体洗剤も発売されていた。
2年後の1988年に全国発売に踏み切った際、コンパクト化をしたものの、花王の「アタック」やライオンの「トップ」などの競合商品に押されて、なかなか売り上げが伸びずにいた。しかし、1990年代に入り、商品名が「ウルトラアリエール」に改称後、「代表的な洗剤よりも白く洗います」などと謳う差別広告を展開して、高機能をアピールすることで売り上げを伸ばした。なお、この製品の正式な商品名は発売時期により異なる。
コンパクト化された当初の内容量は1.5kg（特大サイズは2.25kg）で発売されたが、後に1.2kg（特大サイズは1.8kg）となった。
1997年に除菌効果を追加した「アリエールピュアクリーン」が、1999年に漂白成分を高配合した「アリエール漂白剤プラス」、2000年には固形状粉末洗剤「キューブ型アリエール」、ジェルタイプの液体洗剤「アリエールジェルウォッシュ」が発売された。
2004年、「ピュアクリーン」に緑茶成分を配合し、ファブリーズとの共同開発で消臭効果を強化したほか、毎日の洗濯に使用することで洗濯槽へのカビの繁殖を抑え、洗濯物を清潔に洗い上げるという他の洗濯用洗剤にはないセールスポイントを持った。2009年春の商品改良の際には、従来のカビや菌などへの効果に加え、ダニのフンや死骸、ホコリなどのハウスダストを99%除去する効果が加わった。

### 2010年以降
- 2010年
  - 3月 - 液体タイプの「イオンパワージェル」の洗浄力を向上させ、「イオンパワージェルプラス 高原輝く香り」に改良。同時に粉末タイプの「緑茶成分入りアリエール」・「アリエール頑固汚れ用」もリニューアル。
  - 5月 - 液体タイプの「イオンパワージェル」の消臭力を高め、部屋干しでも天日干しのようにニオイ菌を防ぐ「イオンパワージェル 部屋干し用」が数量限定品として発売。
  - 7月 - 液体タイプの「イオンパワージェルプラス」が抗菌・防臭効果をアップしリニューアル。
- 2011年
  - 4月 - 3月11日に発生した東日本大震災により洗濯ができない被災者を洗濯で支援するプロジェクト「アリエール あなたにエールを。プロジェクト」を発足。この活動は元々、2005年より米国・メキシコ・ハイチ等の国々で実施してきた被災地支援プログラム「P&G Tide Loads of Hope[1]」のノウハウを元にしている。
  - 6月 - 同業他社から遅れていた超濃縮型液体洗剤「アリエールレボ イオンジェルコート」を発売。本製品は4月に発売する予定だったが、東日本大震災の影響で発売が延期されていたため、約2ヶ月遅れの発売となった[2]。
  - 10月 - 部屋干し時の生乾き臭を防ぎ、部屋干しによる加湿で空気が非常に乾燥しやすい冬場のウイルス対策ができる数量限定品「アリエール 部屋干し用」と「アリエールイオンパワージェル 部屋干し用」を発売。
  - 11月 - 「アリエールイオンパワージェル」がリニューアルし、洗った後でもなでるだけですぐに消臭できる「アリエールイオンパワージェル 抗菌フレッシュ」を発売。
- 2012年
  - 4月 - 数量限定品「アリエール 部屋干し用」、「アリエールイオンパワージェル 部屋干し用」をイエローベースのパッケージデザインに変更し、再発売[注釈 3]。また、超濃縮型液体洗剤「アリエールレボ」がボトルデザインを変更、消臭効果を追加しリニューアル。また同時期にスポーツで活躍している18歳以下が所属している団体・選手を表彰する「アリエール WHITE AWARD」を創設。初回は女子サッカーを選考対象とし、初代選考委員に澤穂希が選ばれ[3]、6月に福島県にある高校の女子サッカー部が表彰された[4]。
- 2013年
  - 4月 - 非濃縮液体タイプの「アリエールイオンパワージェル」をリニューアルし、商品名を「アリエール サイエンスプラス イオンパワージェル」に改めた[5]。その際、ブランドロゴを変更し、六角形を基調としたブルーベースのパッケージデザインに、「アリエール ピュアクリーン（ - 2003年）」まで表記されていた渦巻きを模したマークが復活し[注釈 4]、日本語ロゴの下に欧州などで使われている英語ロゴも新たに併記されるようになった。
  - 5月 - 数量限定品の「アリエール 部屋干し用」、「アリエールイオンパワージェル 部屋干し用」をシルバーとホワイトベースのパッケージデザインに変更して再発売。
  - 6月 - 粉末洗剤「アリエール 頑固汚れ用」と「アリエール 洗たく槽クリーナー」を順次改良し、「アリエール 頑固汚れ用」はパッケージデザインを刷新し、商品名を「アリエール サイエンスプラス7」に改名。「アリエール 洗たく槽クリーナー」はパッケージリニューアルのみならず、新消臭防臭成分配合により、防臭力を高めた[5]。
  - 8月 - 超濃縮型液体タイプの「アリエールレボ」を抗菌・防臭効果を高めてリニューアルし、商品名を「アリエール スピードプラス」に改めた。
- 2014年
  - 4月 - 独自の水溶性フィルムで超濃縮型ジェル状洗剤を密封したジェルボール型洗剤「アリエール サイエンスプラス パワージェルボール」を発売[6]。
  - 6月 - 数量限定品の「アリエール イオンパワージェル 部屋干し用」が「アリエール サイエンスプラス イオンパワージェル 部屋干し用」に改称して発売。
  - 11月 - 「アリエール サイエンスプラス イオンパワージェル ウイルス除去」とアリエールブランド初の布製品用スプレー「アリエール サイエンスプラス ファブリックスプレー ウイルス除去」を数量限定で発売[注釈 5][7]。
- 2015年
  - 1月 - 部屋干し用に消臭効果を24時間消臭に強化したジェルボール型洗剤「アリエール サイエンスプラス リビングドライパワージェルボール」をオンラインショップで先行発売。3月中旬に店頭販売開始[8]。
  - 2月 - 液体洗剤「アリエール サイエンスプラス イオンパワージェル」、粉末洗剤「アリエール サイエンスプラス7」をパッケージリニューアル。
  - 3月 - ジェルボール型洗剤「アリエール サイエンスプラス パワージェルボール」をパッケージリニューアルし、内容量を変更。同時につめかえ用特大サイズを追加発売。
  - 8月 - 液体洗剤「アリエール サイエンスプラス イオンパワージェル」をリニューアル。独自開発したニオイの原因菌の増殖を抑える抗菌テクノロジー「デュアルバイオ抗菌処方」を採用した。
- 2016年
  - 8月 - 液体洗剤「アリエール サイエンスプラス イオンパワージェル」をリニューアル。
  - 9月 - ジェルボール型洗剤「アリエール サイエンスプラス パワージェルボール」と「アリエール サイエンスプラス リビングドライジェルボール」をリニューアルし、「アリエール パワージェルボールS」・「アリエール リビングドライジェルボールS」に改名。液体洗剤の「アリエール サイエンスプラス イオンパワージェル」で採用されている「デュアルバイオ抗菌処方」を採用し、キレート剤分子（HEDPキレート剤分子）を高濃度配合した。個数は従来品と同じだが内容量が変更となり、つめかえ用には新たに48個入りの超特大サイズが追加された。
- 2017年
  - 4月 - 部屋干し用に消臭効果を強化した液体洗剤「アリエール リビングドライ イオンパワージェル」を発売。
  - 9月 - ジェルボール型洗剤「アリエール サイエンスプラス パワージェルボールS」と「アリエール サイエンスプラス リビングドライジェルボールS」を一新し、洗剤の各成分を別々のフィルムで密封する3層立体構造を採用した「アリエール パワージェルボール3D」と「アリエール リビングドライジェルボール3D」を発売。
  - 10月 - 液体洗剤「アリエール イオンパワージェル（サイエンスプラス・リビングドライ）」をリニューアル。「新界面活性剤」が配合されたほか、ボトルは受け口の内側にキャップが収まる「液ダレ防止キャップ構造」が採用された新形状に変更[注釈 6]。
- 2018年
  - 8月
    - ジェルボール型洗剤「アリエール パワージェルボール3D」と「アリエール リビングドライジェルボール3D」をリニューアル。処方改良で「繊維のダメージケア成分」が新たに配合されたほか、「アリエール パワージェルボール3D」は香りが処方改良され、シトラスグリーンの香りとなった。
    - 液体洗剤「アリエール イオンパワージェル サイエンスプラス」「アリエール リビングドライ イオンパワージェル」をリニューアル。処方改良で「3ステップ抗菌」となり、洗濯槽内の抗菌・外干し中の抗菌（リビングドライは部屋干し中の抗菌）・着用中の抗菌に強化された。同時につめかえ用ウルトラジャンボサイズ(1.90kg)を追加発売。

  - 12月 - 兵庫県西宮市に日本におけるアリエールブランド初のコインランドリーとなる「アリエール LAUNDRY PRO」を開店。専用洗剤にコインランドリー専用処方のアリエールを使用し、一部のコースではレノアオードリュクスも用いる[9]。
- 2019年
  - 2月 - スポーツウェアなどの合成繊維素材を用いた衣類向けに洗浄力と消臭力を強化した洗剤「アリエールジェル プラチナスポーツ」と「アリエールジェルボール3D プラチナスポーツ」を発売（2日にオンラインサイトにて先行発売された後、下旬から店頭での発売も開始）[10]。
  - 4月 - 粉末洗剤「アリエール サイエンスプラス7」をリニューアル。内容量は900g入りは600g入りに減容した「お試し容量」に、大容量サイズの1.5kgは1.7kgに増量されたほか、環境保護（プラスチック量削減）の観点から計量スプーンが省かれた[11]。
  - 7月 - 液体洗剤「アリエール イオンパワージェル サイエンスプラス」とジェルボール型洗剤「アリエール パワージェルボール3D」をリニューアル。消臭成分の改良により消臭力を向上させた[12]。
  - 10月 - 屋内塵性ダニをよせつけにくくする成分が配合された洗剤「アリエールジェル ダニよけプラス」と「アリエールジェルボール3D ダニよけプラス」、布用スプレー「アリエールスプレー ダニよけプラス」を発売（なお、柔軟剤「レノア」にも同様の製品となる「本格消臭 ダニよけプラス」が設定され同時発売される）[13]。
- 2020年
  - 3月 - ジェルボール型洗剤「アリエール パワージェルボール3D/リビングドライジェルボール3D」をフルリニューアル。ジェルボール専用処方の「汚れ分解ブースター成分（酵素）」が配合された[14]。
  - 5月 - 「アリエールジェル プラチナスポーツ」、「アリエール ジェルボール プラチナスポーツ」をリニューアル。「アリエール」として初となる汚れの酸化を防止する「抗酸化成分」が配合された[注釈 7][15]。
  - 9月
    - 液体洗剤「イオンパワージェル」、ジェルボール型洗剤「パワージェルボール3D」「リビングドライパワージェルボール3D」を「バイオサイエンス ジェル」、「バイオサイエンス ジェルボール」としてフルリニューアル。リニューアルに合わせて、それぞれのタイプに「微香」が追加され、各3種類となった[16]。
    - ウエルシア薬局がコインランドリー「アリエール LAUNDRY PRO」を一部店舗に試験導入[17]。
- 2021年
  - 2月 - 液体洗剤「アリエール プロクリーン ジェル」、ジェルボール型洗剤「アリエール プロクリーン ジェルボール」を発売（27日にオンラインで先行発売された後、3月下旬からは店頭でも発売）[18]。
  - 3月 - 「アリエール」ブランド初となるビーズタイプの衣類用消臭剤「アリエール 消臭&抗菌ビーズ」を発売[19]。
  - 8月 - 液体洗剤「アリエール 除菌プラス」を発売[20]。
  - 9月 - ジェルボール洗剤「アリエール バイオサイエンス ジェルボール4D」を発売[21]。
- 2022年
  - 2月 - 粉末洗剤「アリエール サイエンスプラス7」生産終了。
  - 4月 - 液体洗剤「アリエール バイオサイエンス ジェル」を「アリエール ジェル」に名称変更し、共にロゴを英語ロゴと日本語ロゴのフチを省略する変更を行った。「アリエール バイオサイエンス ジェル 微香タイプ」生産終了。
  - 6月
    - 液体洗剤「アリエール 除菌プラス」をリニューアル。香りを変更する処方変更が行われた[22]。
    - また、液体洗剤において6月出荷分からキャップに製品輸送時の揺れや気温上昇など天候条件によって起こりうるキャップの緩みを抑え、製造後使用するまでに、製品の液漏れなどを防ぐためにフィルム包装を行った[23]。

  - 7月 - 液体洗剤「アリエール バイオサイエンスジェル 部屋干し用」を全面改良した「アリエール 部屋干しプラス」を発売[22]。
  - 8月 - ジェルボール型洗剤「アリエール バイオサイエンス ジェルボール4D 部屋干し用」をリニューアルし、「アリエール プロクリーン ジェルボール4D」を発売[24]。
  - 10月 - 洗剤自動投入機能付き洗濯機専用液体洗剤「アリエール 濃縮ジェル 自動投入用」を発売[25]。
- 2023年
  - 3月 - 液体洗剤「アリエール ジェル」をリニューアル[26]。
  - 5月 - 液体洗剤「アリエールジェル 部屋干しプラス」をリニューアル[27]。
  - 7月 - 液体洗剤「アリエール除菌プラス」をリニューアル[28]。
  - 8月 - ジェルボール型洗剤「アリエール ジェルボール4D」・「アリエール ジェルボール4D 部屋干し用」・「アリエール ジェルボール4D プロクリーン」をリニューアル[29]。
- 2024年
  - 2月 - 液体洗剤「アリエール ジェル」を「アリエール 超抗菌プレミアム」に改名してリニューアル[30]。
  - 4月 - ジェルボール型洗剤「アリエール ジェルボール4D」シリーズを「アリエール ジェルボール プロ」シリーズ（プロ・プロ 部屋干し用・プロパワー）に改名してリニューアル[31]。
  - 6月 - 超濃縮型液体洗剤「アリエールMiRAi（ミライ）」を発売[32]。「アリエール」ブランドにおける超濃縮型液体洗剤は「アリエール スピードプラス」以来となる。

## ラインナップ

### 現行製品

#### 液体洗剤
アリエール ジェル
2013年4月に「アリエール サイエンスプラス イオンパワージェル」として発売され、2017年10月のリニューアル時に「アリエール イオンパワージェル サイエンスプラス」に改名、2020年9月のリニューアルに伴い改名、2022年4月に「アリエール バイオサイエンス ジェル」から改名した。洗浄成分が自然由来となり、抗酸化成分を配合。本体はボトル全体をラベルで覆うシュリンクラベル仕様となった。2023年3月の改良では抗酸化成分が増量された。
サイズは、本体・つめかえ用・つめかえ用超特大サイズ・つめかえ用超ジャンボサイズ（2017年10月発売）・つめかえ用ウルトラジャンボサイズ（2018年8月発売）・つめかえ用超ウルトラジャンボサイズ（2022年9月発売）の6種類が設定される。2023年3月のリニューアルで全サイズ減容され、本体が720g（発売当初は1.0kgだったが、2017年10月に910g・2020年9月に750gとなる）、つめかえ用は450g（発売当初は850gだったが、2014年に810g・2015年8月に770g・2017年10月に720g・2020年9月に690g・2022年7月に500gとなる）、つめかえ用超特大サイズは900g（発売当初は1.7kgだったが、2014年に1.62kg・2015年8月に1.35kg・2017年10月に1.26kg・2020年9月に1kgとなる）、つめかえ用超ジャンボサイズは1.22kg（発売当初は1.62kgだったが、2020年9月に1.52kg・2022年7月に1.38kgとなる）、つめかえ用ウルトラジャンボサイズは1.59kg（発売当初は1.9kgだったが、2020年9月に1.8kgとなる）、つめかえ用超ウルトラジャンボサイズは2.12kg（発売当初は2.4kgだった）がある。なお、2022年2月からはECサイト限定でハンドル付きのつめかえ用メガジャンボサイズも設定されており、発売当初は2.7kgだったが、2023年3月のリニューアルで3.03kgに増量され、ハンドルの形状が変更された。
アリエール 部屋干しプラス
2017年4月に「アリエール リビングドライ イオンパワージェル」として発売され、2019年12月のリニューアル時に本体がボトル全体をラベルで覆うシュリンクラベル仕様に変更。2020年9月のリニューアルで「アリエール バイオサイエンス ジェル 部屋干し用」へ改名。2022年7月のリニューアルで消臭成分を「アリエール ジェル」の2倍に増量する全面改良が行われ、製品名が変更された。パッケージデザインはシルバーの差し色を配した緑基調であるが、液色は「アリエール ジェル」と同じである。2023年5月のリニューアルでは消臭成分が自然由来となり、配合量が増量された。
内容量は2022年7月のリニューアルに伴ってほとんどのサイズが減容となり、本体は750gから690gに、つめかえ用は690gから475gに、つめかえ用超特大サイズは1000gから945gに、つめかえ用超ジャンボサイズは1.52kgから1.29kgに、つめかえ用ウルトラジャンボサイズは1.8kgから1.68kgに変更。一方、つめかえ用超ウルトラジャンボサイズは1.9kgから2.24kgに増量された。また、ECサイト限定で2021年10月より発売されているハンドル付きのつめかえ用メガジャンボサイズは2.4kgから2.53kgに増量された。2023年5月のリニューアルでは本体は内容量据え置きながら、つめかえ用は全てのサイズで減容（475g→430g、超特大:945g→850g、超ジャンボ:1.29kg→1.16kg、ウルトラジャンボ:1.68kg→1.52kg、超ウルトラジャンボ:2.24kg→2.02kg）
アリエール 除菌プラス
2021年8月発売。高濃度の除菌成分が配合された製品。液性は酸性で、塩素系の製品（塩素系漂白剤や塩素系の洗濯槽クリーナーなど）との併用は不可。そのため、パッケージの正面右下に「まぜるな危険」の表示がされている。パッケージはネイビーの差し色を配したシルバー基調で、ボトルのキャップは透明である。2023年7月にのリニューアルでは泡立つ特徴がある界面活性剤を増量したことにより、洗浄力が向上された。
内容量は2022年6月にリニューアルに伴い、つめかえ用の通常サイズ（650g→475g）と超ジャンボサイズ（1.43kg→1.29kg）のみ減容となり、据え置きとなる本体・つめかえ用超特大サイズ・つめかえ用ウルトラジャンボサイズと合わせて、「部屋干しプラス」と同量となる。2023年7月のリニューアルで同年5月にリニューアルされた「部屋干しプラス」に準じてつめかえ用が全てのサイズで減容された。
アリエール プロクリーン ジェル
2021年3月発売。「エリそで汚れ」に特化した製品。パッケージは白とシルバー、ライトグリーンの3トーンデザイン、キャップは「除菌プラス」と同じ透明となっている。内容量は本体は750gだが、つめかえ用は超特大サイズのみの設定で1.34kgとなる。2022年8月にジェルボール型のリニューアル合わせてパッケージデザインが変更された。
本品のみ、使用量が他のアリエール ジェル（水45Lに対し45mL）と比較して、水45Lに対し52mLとなっている。

#### 超濃縮型液体洗剤
アリエール 濃縮ジェル 自動投入用
2021年8月発売。「洗剤自動投入機能付き洗濯機」用超濃縮型液体洗剤。タンクに補充して使用することが前提されているため、キャップ付きパックで販売される。使用量がアリエール ジェル（水45Lに対し45mL）と比較して、水30Lに対し10mLとなっている。2022年10月のリニューアルでパッケージがシルバーとゴールドの2トーンデザインに変更、防カビ効果を付与。内容量が1.0kgから650gに減容し、中国製から日本製となり、ECサイトの他に店頭販売されるようになった。
アリエールMiRAi 洗浄プラス
2024年6月発売。「アリエール スピードプラス」以来となる超濃縮型液体洗剤。独自技術により洗濯後も菌の増殖を防ぐ。ボトルは持ちやすいように背面中央にくぼみを付け、計量キャップは二重の計量キャップとなっている。パッケージ裏面には直感的にわかりやすいアイコンを採用し、詳細情報はQRコードからよくある質問にアクセスする形をとっている。
サイズは、本体（340g）・本体大ボトル（510g）・つめかえ用2.2倍・つめかえ用3.2倍・つめかえ用4.3倍・つめかえ用5.1倍の6種類が設定される。
アリエールMiRAi 消臭プラス
2024年6月発売。アリエールMiRAi 洗浄プラスと同じく「アリエール スピードプラス」以来となる超濃縮型液体洗剤。部屋干しに特化しており、これも独自技術により洗濯後も菌の増殖を防ぐ。
サイズは、本体（340g）・本体大ボトル（510g）・つめかえ用2.2倍・つめかえ用3.2倍・つめかえ用4.3倍・つめかえ用5.1倍の6種類が設定される。

#### ジェルボール型洗剤
アリエール ジェルボール4D
フィルム密封状超濃縮型ジェル状洗剤。2017年9月に「アリエール パワージェルボール3D」として発売され、2020年9月のリニューアルに伴って「アリエール バイオサイエンス ジェルボール」へ改名。2021年9月のリニューアルで「アリエール バイオサイエンス ジェルボール4D」となり、2023年8月のリニューアルで現在の製品名となった。2020年3月のリニューアル時に「汚れ分解ブースター成分」と呼ばれる酵素を配合。同年9月のリニューアルで洗浄成分が植物由来に変え、抗酸化成分が配合された。2021年9月のリニューアルでは3層立体構造から4層構造となり、ブースター成分が配合された。また、金属イオンなどの不純物を除去する働きがあるキレート剤やジェルボールの主体となる洗浄成分が増量された。2023年8月に製品改良された。
本体容器の形状は2021年9月の「アリエール バイオサイエンス ジェルボール4D」への改良時に初代の「アリエール サイエンスプラス パワージェルボール」から不変だった容器形状が刷新され、コンパクト化されたボックス形状となった。2023年8月のリニューアルに伴い、つめかえ用超メガジャンボは85個(1.61kg)から92個(1.74kg)に増量された一方、それ以外のサイズは全て減容（本体:12個(228g)→11個(209g)、つめかえ用超ジャンボ:26個(494g)→23個(437g)、つめかえ用ハイパージャンボ:39個(741g)→33個(627g)、つめかえ用メガジャンボ:76個(1.44kg)→70個(1.32kg)。つめかえ用超ウルトラジャンボが廃止された。
アリエール ジェルボール4D 部屋干し用
「部屋干し」に特化したフィルム密封状超濃縮型ジェル状洗剤。2017年9月に「アリエール リビングドライジェルボール3D」として発売し、2020年9月のリニューアルに伴って「アリエール バイオサイエンス ジェルボール 部屋干し用」へ改名。2021年9月のリニューアルで「アリエール バイオサイエンス ジェルボール4D 部屋干し用」となり、2023年8月のリニューアルで現在の製品名となった。緑をベースとしたデザインとなっているが、液色と構造は「バイオサイエンス ジェルボール4D」と同じである。前述の「バイオサイエンス ジェルボール4D」と同様、2020年3月のリニューアル時に「汚れ分解ブースター成分」と呼ばれる酵素が配合され、同年9月のリニューアルで洗浄成分を自然由来に変え、抗酸化成分が配合された。2021年9月のリニューアルで3層立体構造から4層構造となり、新ブースター成分が配合され、キレート剤や洗浄成分を増量。2022年8月のリニューアルで新たな消臭技術が採用されたとしている。2023年8月に製品改良された。
本体容器の形状は2021年9月の「アリエール バイオサイエンス ジェルボール4D 部屋干し用」への改良時に初代の「アリエール サイエンスプラス リビングドライジェルボール」から不変だった容器形状が刷新され、コンパクト化されたボックス形状となった。2023年8月のリニューアルに伴い、つめかえ用は超メガジャンボは85個(1.61kg)から92個(1.74kg)に増量、超ジャンボとハイパージャンボは減容（超ジャンボ:24個(456g)→23個(437g)、ハイパージャンボ:36個(684g)→33個(627g)）となった。なお、本体とつめかえ用メガジャンボは個数・内容量共に据え置き（本体:11個(209g)、つめかえ用メガジャンボ:70個(1.32kg)）となり、つめかえ用超ウルトラジャンボが廃止された。
アリエール バイオサイエンス ジェルボール4D 微香タイプ
2020年9月発売。「バイオサイエンス ジェルボール4D」と同等の洗浄力をもちながら、日本国内で発売されている「アリエール」で初となる「漂白剤・合成着色料無配合」とし、香りを抑えた微香タイプ。本体はふたの部分が黒、つめかえ用は白基調となる。他の「バイオサイエンス ジェルボール4D」同様に「汚れ分解ブースター成分」と呼ばれる酵素が配合されている。2021年9月のリニューアルで3層立体構造から4層構造となり、新ブースター成分が配合され、キレート剤や洗浄成分が増量された。
本体は内容量を従来の「アリエール バイオサイエンス ジェルボール 微香タイプ」の16個（292g）から12個（230g）に減容するとともに、容器形状が刷新され、コンパクト化されたボックス形状に変更。つめかえ用の包装体系も変更となり、通常サイズが廃止され、超特大は30個（548g）から22個（422g）、超ジャンボは44個（804g）から31個（595g）にそれぞれ減容し、ウルトラジャンボは個数はそのまま（60個）で重量を1.09kgから1.15kgに増やして超ウルトラジャンボに改名、主にECサイト向けに発売されていたテラジャンボは84個（1.53kg）から76個（1.45kg）に減容され、メガジャンボに改名してレギュラー製品化。そして、超特大と超ジャンボの間の容量となる39個（748g）入りのハイパージャンボが追加された。これにより、メガジャンボを除いて重量は異なるものの、個数が「バイオサイエンス ジェルボール4D」や「バイオサイエンス ジェルボール4D 部屋干し用」と同数となった。
アリエール プロクリーン ジェルボール4D
2021年3月に「アリエール プロクリーン ジェルボール」として発売された「食べ物汚れ」に特化した製品。通常の「アリエール ジェルボール」に比べて洗浄成分が高配合されている。2022年8月のリニューアルで4層構造となり、現在の製品名となった。2023年8月のリニューアルで製品改良され、粒の色を緑から青に、パッケージを白基調から金基調にそれぞれ変更された。
本体は内容量を従来の「アリエール プロクリーン ジェルボール」の16個（404g）から9個（235g）に減容し、容器形状をコンパクト化されたボックス形状に変更。つめかえ用は26個（657g）の超特大1種から19個（497g）の超ジャンボ、28個のハイパージャンボ、55個（1.43kg）のメガジャンボの3種に増やした。2023年8月のリニューアルで、メガジャンボは55個(1.43kg)から59個(1.53kg)に増量。新たに77個(2.0kg)入りの超メガジャンボが追加された。本体は従来から個数・内容量を据え置き、つめかえ用の超ジャンボとハイパージャンボは個数は据え置きだが、内容量が変更となった(超ジャンボ:497g→495g、ハイパージャンボ:732g→730g)。

#### その他の製品
アリエール 消臭&抗菌ビーズ
2021年3月発売。「アリエール」ブランド初の衣類用消臭ビーズ。香りは青色のビーズの「マイルドフレッシュ」と緑色のビーズの「マイルドシトラス（部屋干し用）」でそれぞれ微香タイプとなっている。2021年6月につめかえ用に通常サイズの約1.8倍量（760ml）も設定された。2022年7月にパッケージデザインを変更。本体はボトルの形状も変更され、キャップが回して開封するネジ式となったことで内蓋が省かれた。

### 製造終了品
- 粉末洗剤
  - アリエール(大型洗剤) - 1986年地域限定発売。1987年に内容量を6kgから4kgに変更。コンパクト洗剤発売に伴い廃止。
  - アリエール(コンパクト洗剤) - 1988年発売。ウルトラアリエールの前身。
  - ウルトラアリエール - 1990年発売。ピュアクリーンの前身。
    - ウルトラアリエール つめ替え用 - 1992年発売。箱本体につめ替え用を箱ごと入れてフタを開ける形式。

  - アリエールパワーミクロ - 1995年地域限定発売。超コンパクト型粉末洗剤。後にアリエール(コンパクト洗剤・2代目)と統合しピュアクリーンとなる。
  - アリエール(コンパクト洗剤・2代目) - 1996年発売。
  - アリエールピュアクリーン - 1997年発売。粉末洗剤。緑茶成分入りアリエールの前身。
  - アリエール漂白剤プラス - 1999年発売。通常のアリエールより漂白成分を高配合したもの。2002年にリニューアルされた際には除菌効果も追加された。アリエール 頑固汚れ用の前身。
  - キューブ型アリエール - 2000年発売。スプーンで計量する必要がない固形状の粉末洗剤。独自の発泡システムで洗浄する。ベルギー製。
  - 緑茶成分入りアリエール - 2004年発売。緑茶成分を配合。アリエールスピーディーへ継承。
  - アリエール 頑固汚れ用 - 2005年発売。アリエール サイエンスプラス7の前身。
  - アリエール 部屋干し用（数量限定品） - 2011年10月発売。。後に2012年4月にも販売され、2013年5月に販売された際はお試し容量（810g）の他に特大サイズ（1.5kg）も追加された。
  - アリエールスピーディー - 2011年2月発売。すすぎが1回で可能な粉末洗剤。アリエール サイエンスプラス7に統合し廃止。
  - アリエール サイエンスプラス7 - 2種類の漂白成分を配合。2013年6月のリニューアル時にパッケージ・商品名を変更した。ラインナップは「お試し容量」の600g入りと、「お試し容量」の約2.8倍量相当の大容量サイズ1.7kgの2種類がある。2019年4月のリニューアルで消臭成分の処方比率が変更された。2019年4月のリニューアルで計量スプーンが無くなった為、市販の大さじを用意する必要がある（旧品に付いていた計量スプーンを流用することも可能なため、側面に記載の使用量の目安では、計量スプーン(旧品)の場合と大さじの場合の2通りの内容が記載されている）。2022年2月に製造・販売終了。
  - 作業着用アリエール - 業務用向け商品。アリエール頑固汚れ用 業務用（P&Gプロフェッショナルブランド）へ継承。
  - アリエール頑固汚れ用 業務用 - 業務用向け商品。アリエール サイエンスプラス7 業務用（P&Gプロフェッショナルブランド）へ継承。
  - アリエール サイエンスプラス7 業務用 - 業務用向け商品。2019年4月のリニューアルで計量スプーンが無くなった為、市販の大さじを用意する必要がある（旧品に付いていた計量スプーンを流用することも可能なため、側面に記載の使用量の目安では、計量スプーン(旧品)の場合と大さじの場合の2通りの内容が記載されている）。
- 液体洗剤
  - アリエール(液体洗剤) - 1987年発売。
  - アリエールジェルウォッシュ - 2000年発売。日本初のジェルタイプの液体洗剤。イオンパワージェルの発売により廃止。
  - アリエールイオンパワージェル - 2005年3月発売。イオンパワージェルプラスへ継承。
  - アリエールイオンパワージェルプラス 爽快なフレッシュグリーンの香り - 2010年3月発売。イオンパワージェル 抗菌フレッシュ発売により廃止。
  - アリエールイオンパワージェル 抗菌フレッシュ - 2011年11月発売。サイエンスプラス イオンパワージェルへ継承。
  - アリエール サイエンスプラス イオンパワージェル - 2013年4月発売。イオンパワージェル サイエンスプラスへ継承。
  - アリエール リビングドライ イオンパワージェル - 2010年5月に「アリエールイオンパワージェル 部屋干し用」として数量限定で発売。後に2011年10月、2012年4月、2013年5月に発売され、2014年5月に「アリエール サイエンスプラス イオンパワージェル 部屋干し用」に改称し通常販売され、2017年4月の改良時に現名称となった。イオンパワージェル リビングドライに継承。
  - アリエール イオンパワージェル サイエンスプラス ウイルス除去（数量限定品） - 2014年11月発売(一部店舗は同年10月より発売)。当初は「アリエール サイエンスプラス イオンパワージェル ウイルス除去」として発売。通常の「アリエール イオンパワージェル」シリーズよりも消臭成分を高配合し、ウイルス除去効果を付与したもの。主にシルバーと紫をベースとしたデザインになっている。容量は通常の「アリエール サイエンスプラス イオンパワージェル」よりも少ない[注釈 10]。
  - アリエール イオンパワージェル サイエンスプラス 消臭成分アップ（数量限定品） - 2018年8月発売。通常の「アリエール イオンパワージェル」シリーズよりも消臭成分を高配合したもの。主にシルバーとゴールドをベースとしたデザインになっている。これも「ウイルス除去」同様、容量は通常の「アリエール サイエンスプラス イオンパワージェル」よりも少ない[注釈 11]。
  - アリエール イオンパワージェル クール（数量限定品） - 2019年7月発売。通常の「アリエール イオンパワージェル」シリーズの香調を「リフレッシュクールの香り」に変更したもの。商品名に"クール"とあるが、接触冷感機能付きのインナーとは違って接触冷感効果は付与されない。主にシルバーとミントグリーン系をベースとしたデザインになっている。これも「ウイルス除去」「消臭成分アップ」同様、容量は通常の「アリエール サイエンスプラス イオンパワージェル」よりも少ない[注釈 12]。
  - アリエール イオンパワージェル サイエンスプラス - 2017年10月発売。バイオサイエンス ジェルへ継承。
  - アリエール イオンパワージェル リビングドライ - 2017年10月発売。バイオサイエンス ジェル 部屋干し用へ継承。
  - アリエール バイオサイエンス ジェル 微香タイプ - 2020年9月発売。日本国内で発売されている「アリエール」で初となる蛍光増白剤・漂白剤・合成着色料を無配合[注釈 13]とし、香りを抑えた微香タイプ。キャップ部分をブラック、ボトルを白とした2トーンカラーデザインとなっている。2021年8月よりオンラインのみの販売となり、つめかえ用ウルトラジャンボサイズ(1.68kg)が終売となった[33]。サイズバリエーションは他の「バイオサイエンス ジェル」と共通だが、内容量は少なく設定されている（本体690g、つめかえ用650g、つめかえ用超特大945g、つめかえ用超ジャンボサイズ1.43kg）。2022年4月に製造・販売終了。
  - アリエール ジェル ダニよけプラス - 2019年10月発売。「ダニよけ成分」と呼ばれる屋内塵性ダニを寄せ付けにくくする成分が配合された製品。洗浄力は「アリエール イオンパワージェル」と同等であり、キャップとボトルは水色となっている。内容量は本体は既存の「イオンパワージェル」と同じく910gだが、つめかえ用は超特大サイズのみの設定で1.36kgとなる。2022年8月にパッケージデザインが変更された。
  - アリエール ジェル プラチナスポーツ - 2019年2月発売。「スポーツウェアなどに用いられる合成繊維」に特化した製品（スポーツウェアに限らず、体操服・作業着・普段着にも使用可能）。キャップと注ぎ口部分は「アリエール イオンパワージェル サイエンスプラス」と同じ青色だが、ボトルは紺色となっている。既存の「イオンパワージェル」よりも内容量が少なくなっており、本体は「アリエール ジェル」や「アリエール プロクリーン ジェル」と同量の750g、つめかえ用は通常サイズと超特大サイズのみの設定で、通常サイズが720g、超特大サイズは1340gとなる。また、つめかえ用の通常サイズはキャップ付で裏面にした状態で真上から注ぎ口に直接差し込んで注ぐ方式で、カチッと音が鳴るまでは中身が出ない機構となった。2020年5月のリニューアルで抗酸化成分が配合され、本体はボトル全体をラベルで覆うシュリンクラベル仕様となった。
  - アリエール イオンパワージェル 業務用 - 2018年10月発売。業務用向け商品。アリエール イオンパワージェル サイエンスプラスのP&Gプロフェッショナルブランド製品。一般で売られているサイズ(910g:2017年10月大幅改良以降)と比較して約3.3倍量相当の大容量サイズ(3.0kg)となっており、販売経路がオフィス用品販売サイトなどに限定されていた。
- 超濃縮型液体洗剤
  - アリエールレボ - 2011年6月発売。独自配合のイオンポリマーで洗うたびに衣類の表面をコートし、防汚効果を高める超濃縮型液体洗剤。2012年4月にボトルデザインを変更、消臭効果を追加しリニューアル。スピードプラス発売により廃止。
  - アリエール スピードプラス - 2013年8月発売。超濃縮型液体洗剤。
- ジェルボール型洗剤
  - アリエール サイエンスプラス パワージェルボール - 2014年4月発売。日本初のフィルム密封状超濃縮型ジェル状洗剤。「サイエンスプラス パワージェルボールS」へ継承。
  - アリエール サイエンスプラス リビングドライジェルボール - 2015年1月にオンラインショップ先行発売[注釈 14]。「サイエンスプラス リビングドライジェルボールS」へ継承。
  - アリエール サイエンスプラス パワージェルボールS/リビングドライジェルボールS - 2016年9月発売。「パワージェルボール3D」/「リビングドライジェルボール3D」へ継承。
  - アリエール パワージェルボール3D/リビングドライジェルボール3D - 2017年9月発売。「バイオサイエンス ジェルボール」/「バイオサイエンス ジェルボール 部屋干し用」へ継承。
  - アリエール ジェルボール プラチナスポーツ - 2019年2月発売。2020年5月のリニューアルで名称が「ジェルボール3D プラチナスポーツ」から「ジェルボール プラチナスポーツ」へ改名。
  - アリエール ジェルボール3D ダニよけプラス - 2019年10月発売。
  - アリエール バイオサイエンス ジェルボール/部屋干し用/微香タイプ - 2020年9月発売。「バイオサイエンス ジェルボール4D」/「バイオサイエンス ジェルボール4D 部屋干し用」/「バイオサイエンス ジェルボール4D 微香タイプ」へ継承。
- その他の製品
  - アリエール サイエンスプラス ファブリックスプレー ウイルス除去（数量限定品） - 2014年11月発売。「ファブリーズ」との共同開発によるアリエールブランド初の布製品用スプレー。パッケージデザインは前述の「サイエンスプラス イオンパワージェル ウイルス除去」と統一しており、主にシルバーと紫をベースとしたデザインである。
  - アリエール 洗たく槽クリーナー - 2008年発売。元々は数量限定品として発売されていたが、後に通常製品となった。非塩素系（酸素系）の粉末・1回使い切りタイプ。2013年6月の改良では、新防臭抗菌成分を配合した。なお、本品は縦型の洗濯乾燥機および全自動洗濯機専用である[注釈 15]。
  - アリエールスプレー ダニよけプラス - 2019年10月発売。同時発表された「アリエールジェル/ジェルボール3D ダニよけプラス」と同じく、「ダニよけ成分」と呼ばれる屋内塵性ダニを寄せ付けにくくする働きがある成分が配合された布製品用スプレー。ダニよけ成分は含まれているが、「ファブリーズ」と違って消臭・除菌成分は含まれていない。パッケージデザインは前述の「アリエールジェル ダニよけプラス」と統一しており、主に水色のデザインとなっている。

### ギフト製品
ギフト製品も発売されており、P&Gジャパンのライフスタイルサイト「マイレピ」内の「P&Gのギフトセット」にて製品情報が掲載されている。
アリエール 液体洗剤セット
液体洗剤「アリエール ジェル」を主体としたセット。従来の「アリエール ホームセット」からリニューアルしたPGCGと、従来の「アリエール 液体洗剤ギフトセット」をリニューアルしたPGLAの2ラインがある。「アリエール ジェル」のリニューアルに伴って2023年5月にリニューアルされた。
PGCGは液体洗剤本体と食器用洗剤「除菌ジョイ」のコンビ構成としたPGCG-10D、10Dのセット構成に液体洗剤のつめかえ用を追加したPGCG-15D、15Dのセット構成に液体洗剤のつめかえ用を1袋追加したPGCG-20D、20Dのセット構成に食器用洗剤を1本追加したPGCG-25D、25Dのセット構成に液体洗剤のつめかえ用を1袋追加したPGCG-30D、30Dのセット構成に液体洗剤のつめかえ用を2袋追加したPGCG-40D、40Dのセット構成に液体洗剤のつめかえ用と食器用洗剤を各1つずつ追加したPGCG-50D、50Dのセット構成に液体洗剤のつめかえ用2袋を追加したPGCG-70Dの8種を設定。
PGLAは液体洗剤のみのセット構成となり、本体は1本のみで、つめかえ用の個数が異なる2種（PGLA-30Dは4袋、PGLA-50Dは8袋）が設定される。
アリエール 液体洗剤除菌ギフトセット
液体洗剤「アリエール 除菌プラス」に食器用洗剤「除菌ジョイ」と衣類・布製品用消臭剤「ファブリーズ W除菌+ウイルス除去プレミアム やさしいせっけんの香り」をセットにした除菌機能が備わった暮らしのギフト。液体洗剤の本体と衣類・布製品用消臭剤は1本ずつで、液体洗剤のつめかえ用と食器用洗剤の個数が異なる2種（PGJK-30Cは2袋+1本、PGJK-50Cは5袋+2本）が設定される。
アリエール ジェルボールギフトセット
ジェルボール型洗剤「アリエール ジェルボール4D」を主体としたセット。PGAGとPGJAの2ラインがある。
PGAGはジェルボール型洗剤本体と食器用洗剤「除菌ジョイ」のコンビ構成としたPGAG-10C、ジェルボール型洗剤の本体5個入りの30B、30Bからジェルボール型洗剤の本体を2個増やしたPGAG-50Bの3種が設定される。
PGJAはPGAG-10C同様に食器用洗剤「除菌ジョイ」をセットにしたコンビ構成となり、PGAG-10Cのセット構成にジェルボール型洗剤の本体を3個追加したPGJA-30Cと、30Cのセット構成にジェルボール型洗剤の本体と食器用洗剤を2つずつ追加したPGJA-50Cの2種が設定される。
アリエール ジェルボール部屋干しギフトセット
ジェルボール型洗剤「アリエール ジェルボール4D 部屋干し用」と食器用洗剤「除菌ジョイ」のコンビセット。ジェルボール型洗剤の種類が異なる点以外、セット構成は「アリエール ジェルボールギフトセット」のPGJAと同じである。

## ジェルボール型洗剤の誤飲事故
2014年7月に日本中毒情報センターが日本中毒学会にて、ジェルボール型洗剤による乳幼児の誤飲事故が2014年4月に発売されてから2ヶ月半で24件確認されているとあった。また、乳幼児のみならず高齢者の誤飲事故も報告されており、日本中毒情報センターやP&Gジャパンでは容器のフタを閉めて子どもの手の届かないところに保管するとともに、ジェルボール型洗剤はお菓子やおもちゃではないことを子どもに教えるよう呼び掛けている。また、本体容器のフタやつめかえ用の袋には「子供の手の届かないところに置いてください」の注意表示がある。

### タイド・ポッド・チャレンジ
2018年に北米を中心にジェルボールをピザのトッピングにして面白おかしく見せたり、口に入れたりといった愚行を動画や写真に撮りSNSに投稿する「タイド・ポッド・チャレンジ（Tide pod challenge）」が10代の若者の間で流行し、実際に動画投稿サイトにて若者がジェルボールを口に入れ、軽く噛み潰して洗剤を吐き出している様子も見られた。

## キャッチコピー
- 「洗たく機だけで きれい」（1987年、アリエール）
- 「きびしく きれい」（1989年、アリエール）
- 「きれいさ ありあり」（1990年、アリエール）
- 「新品かな。アリエールかな。」（1990年、アリエール）
- 「大きな差を生む、小さな一歩です。」（1992年、ウルトラアリエール つめ替え用）
- 「洗浄力に、除菌力。」（1997年 - 2000年、ピュアクリーン）
- 「洗濯機洗いが強くなる。」（1999年 - 2000年、漂白剤プラス）
- 「家族のための、かしこい洗濯。」（2000年、ブランド総合キャッチコピー）
- 「余計な仕事を増やさず、しっかり洗浄。」（2000年、キューブ型アリエール）
- 「洗剤溶ければ、問題溶ける」（2000年、ジェルウォッシュ）
- 「「落ちないはず」を落とします。」（2002年 - 2003年、ブランド総合キャッチコピー）
- 「使うほどに、差が見える。」（2003年、漂白剤プラス）
- 「この白さ、まじりけなし。」（2005年、イオンパワージェル）
- 「何も残さず、真っ白に真っ白に洗い上げたいあなたへ。」 (2006年 - 2010年、イオンパワージェル・緑茶成分入りアリエール ）
- 「ありがとう。 君と (あなたと) アリエール。」 (2006年 - 2011年、ブランド総合キャッチコピー)
- 「しみつかないレボリューション」（2011年、アリエールレボ）
- 「生乾きのニオイまで真っ白。」（2012年、イオンパワージェル 抗菌フレッシュ）
- 「雑菌臭と一日中戦う。」（2013年、イオンパワージェル 抗菌フレッシュ）
- 「洗濯科学のアリエール」（2013年 - 、ブランド総合キャッチコピー）
- 「いちど使えば、戻れない。」（2014年、パワージェルボール[注釈 16]）
- 「ありえない?アリエールでしょ。」（2014年 - 、パワージェルボールおよびブランド総合キャッチコピー）
- 「洗剤は、鮮度の時代へ。」（2017年、ジェルボール3D[注釈 17]）
- 「バイオサイエンスのアリエール」（2020年 - 2021年、バイオサイエンスシリーズ）

## CM
歴代テレビCM出演
- 石井めぐみ（1989年、アリエール）
- 筧利夫、藤本たづこ（2000年 - 2001年、ブランド総合キャラクター）
- 木村多江（2001年、ジェルウォッシュ）
- 原田泰造（2004年 - 2005年、ブランド総合キャラクター）
- 草彅剛（2006年 - 2011年、ブランド総合キャラクター）
- 吉田羊（2012年 - 2013年、ブランド総合キャラクター）
- 岩田翔吉（2012年、ブランド総合キャラクター） - 吉田羊と共演。
- 林家三平（2013年、イオンパワージェル 抗菌フレッシュ） - 吉田羊と共演。
- 生田斗真（2013年 - 2025年、ブランド総合キャラクター）
- ミランダ・カー（2014年4月、パワージェルボール） - 生田斗真と共演。ボールド ぷにぷにっとジェルボールの宣伝も兼ねる。
- 富岡佳子（2014年7月、パワージェルボール）
- 木佐彩子（2014年9月、パワージェルボール）
- 東原亜希（2016年11月、パワージェルボールS）
- 小倉優子、桃井かおり、岡江久美子、佐々木健介、滝沢眞規子、国枝慎吾（2018年8月、ジェルボール3D） - 生田斗真と共演。小倉はボールド ジェルボール3Dの宣伝も兼ねる。
- 大坂なおみ（2019年2月、プラチナスポーツ） - 生田斗真と共演。
- バナナマン（2019年7月・2020年4月・9月、ジェルボール3D） - ボールド ジェルボール3Dの宣伝も兼ねる。
- YOU、大島美幸、大沢あかね（2019年10月、ダニよけプラス） - 生田斗真と共演。
- 戸田恵梨香 (2020年9月 - 2023年、ブランド総合キャラクター) - 生田斗真と共演。
- 梅沢富美男（2021年5月 - 8月、ジェルボール) - 生田斗真と共演。
- 有吉弘行（2021年9月 - 2022年、ジェルボール4D) - 生田斗真と共演。
- 高嶋ちさ子（2022年5月 - 2023年、ジェルボール4D) - 生田斗真と共演。
- アンミカ（2023年 - 2024年、ジェルボール4D） - 生田斗真と共演。
- 川原瑛都（2023年 - 2024年、除菌プラス） - 生田斗真と共演。
- ちぃたん☆（2024年、除菌プラス） - 生田斗真、川原瑛都と共演[37]。
- 菊池風磨、飯尾和樹、太田博久（ジャングルポケット）・近藤千尋夫妻、冨永愛、ホラン千秋（2023年、ジェルボール4D） - 生田斗真と共演。「ジェルボール大感謝祭」と称して菊池はボールド ジェルボール4Dの宣伝も兼ねる。
- バイきんぐ (2024年、ジェルボール4D) - 生田斗真と共演。
- 大泉洋（2024年、アリエールMiRAi）
- 寺本莉緒（2024年、アリエールMiRAi）- CMのピョン吉の声とWeb限定ムービー「父の失敗」の娘役で大泉洋と共演。
- 今田美桜、山本耕史（2025年 - 、ブランド総合キャラクター）

テレビCMナレーション
- 小林愛（2012年、アリエールレボ）
- 伊武雅刀（2013年、イオンパワージェル 抗菌フレッシュ）

Web限定CM出演者
- ジョイマン (2021年3月、消臭&抗菌ビーズ)

## 競合商品
- トップ - アリエールの対抗商品
- アタック - アリエールの対抗商品
- ニュービーズ - アリエールの対抗商品
- ボールド
- さらさ - 衣料用洗剤において、2016年以降の製品パッケージにはアリエールのロゴが入っているが、アリエールのシリーズ品とは扱われていない。2020年8月のフルリニューアルでアリエールロゴが削除されている。
- チアー - 1999年までP&Gが発売していた衣料用洗剤。日本でのP&G第1号商品。
- ボーナス - 2009年までP&Gが発売していた衣料用液体洗剤。